# Sophia Loren: Her Own Story
Sophia Loren: Her Own Story (br: Sophia Loren, A Vida de uma Estrela) é um telefilme estadunidense de 1980, dirigido por Mel Stuart e estrelado por Sophia Loren como ela mesma. A cinebiografia foi escrita por Joanna Crawford com base no livro biográfico de 1979 Sophia: Living and Loving: Her Own Story de Aaron Edward Hotchner.

## Elenco
- Sophia Loren como Sophia / Romilda Villani
  - Ritza Brown como  Sophia (jovem)[1]
  - Chiara Ferraro como Sophia (criança)
- Armand Assante como Riccardo Scicolone
- John Gavin como Cary Grant
- Rip Torn como Carlo Ponti
- Theresa Saldana como Maria Scicolone
- Edmund Purdom como Vittorio De Sica
- Riccardo Cucciolla como Dominico Villani
- Anna Miserocchi como Louisa Villani
- Francesca De Sapio como Dora
- Cyrus Elias como Guido